# San Pablo City

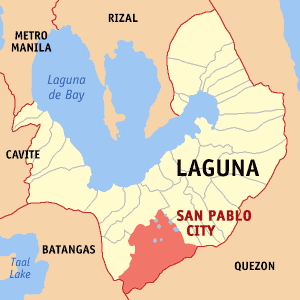
San Pablo Citys läge i Laguna

San Pablo City är en stad i Filippinerna som ligger i provinsen Laguna i regionen CALABARZON. Den har 207 927 invånare (folkräkning 1 maj 2000).
Staden är indelad i 80 smådistrikt, barangayer, varav 41 är klassificerade som landsbygdsdistrikt och 39 som tätortsdistrikt.